# Perasis argentifacies
Perasis argentifacies là một loài ruồi trong họ Asilidae. Perasis argentifacies được Williston miêu tả năm 1901. Loài này phân bố ở vùng Tân nhiệt đới và Tân Bắc giới.